# Martina Donatsch
Martina Donatsch, née le 17 janvier 1971, est une joueuse professionnelle de squash représentant la Suisse. Elle est championne de Suisse à 6 reprises consécutivement entre 1990 et 1995.

## Biographie
Elle est entraînée par sa mère Paula Donatsch avec son frère Reto Donatsch de deux années plus jeune[réf. nécessaire]. Son frère est également champion de Suisse en 1998 et 1999. Elle participe aux championnats du monde 1990 où elle atteint le second tour face à Lucy Soutter.

## Palmarès

### Titres
- Championnats de Suisse : 6 titres (1990-1995)